# Marszałek szlachty

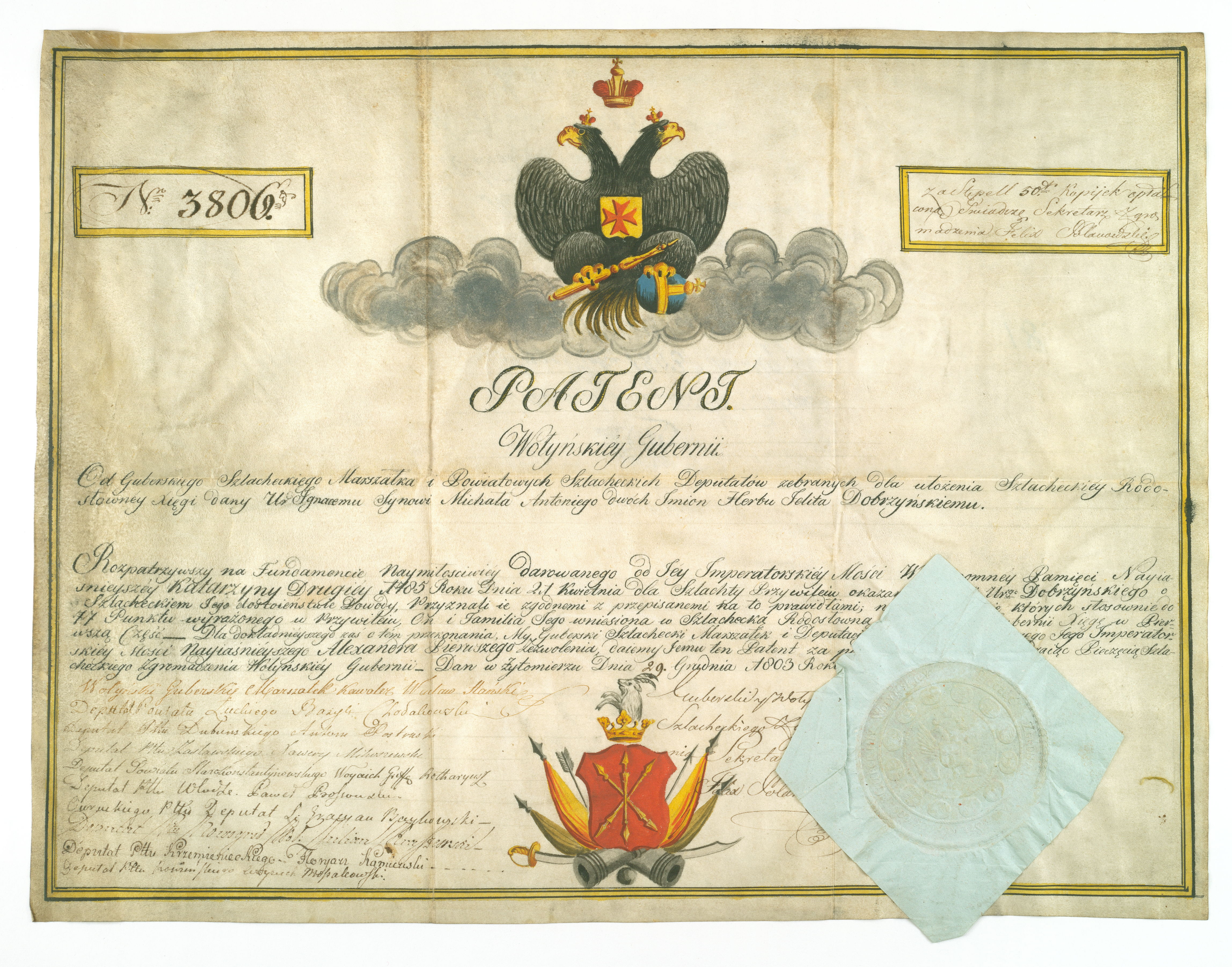
Patent zaświadczający szlachectwo wystawiony przez marszaka guberni wołyńskiej w 1803 roku

Marszałek szlachty (ros. предводитель дворянства) – instytucja samorządu szlacheckiego sięgająca czasów I Rzeczypospolitej i trwająca jeszcze w czasach zaborów (zabór rosyjski).
Marszałków dzielono na gubernialnych i powiatowych.
W przypadku marszałków można mówić o dualizmie funkcji, gdyż jako reprezentanci szlachty byli animatorami życia społecznego tej warstwy, ale także pełniąc funkcję reprezentantów rządu, musieli stać się wyrazicielami poleceń zaborcy.
Oficjalnie wytycznymi działania marszałków były postanowienia sejmów szlacheckich i rozporządzenia rządowe.
W czasach zaboru rosyjskiego prawa i obowiązki marszałków zostały zawarte w Zbiorze praw cesarstwa rosyjskiego z 1842 roku:
Marszałkowie gubernialni zostali postawieni w hierarchii urzędniczej zaraz po gubernatorach cywilnych i mieli w obowiązku przewodniczenie sejmikom gubernialnym, stać na czele deputacji wywodowej szlacheckiej itp.
Marszałkowie powiatowi mieli przewodniczyć sejmikom powiatowym, prowadzić księgi genealogiczne, czuwać nad trybem życia osób stanu szlacheckiego, aby nie odbiegał on od przyjętych norm (w praktyce ograniczało się to do wydawania stosownych oświadczeń dla urzędów wojskowych i gubernialnych).
Marszałkowie uczestniczyli także w rozprawach sądowych jeśli ich przedmiotem było niewłaściwe zachowanie urzędnika. Sporządzali spisy ludności, zasiadali w komisjach rządowych np. budowlanej, opieki społecznej, porządku w miastach, rekruckiej i innych. W opiece szlacheckiej rozstrzygali kwestie związane z zarządem dobrami sierocymi i właścicieli zadłużonych oraz wyróżniających się okrucieństwem wobec poddanych.
W sprawach gospodarczych marszałkowie gubernialni kontrolowali wykonywanie powinności ziemskich i powiatowych oraz zbierali składki od szlachty.
Obaj marszałkowie do swej pracy mieli stosowny aparat wspomagający – kancelarie.
W guberniach i powiatach w których utworzono ziemstwa marszałek był z urzędu przewodniczącym zebrania ziemskiego.

## Wykazy marszałków szlachty
Marszałkowie gubernialni wileńscy:
- Ludwik Tyszkiewicz 1797-1801
- Michał Hieronim Brzostowski 1801-1805
- Gaspar Czyż 1805-1809
- Kazimierz Sulistrowski 1809-1813
- Jan Giedroyć V 1813-XII 1813
- Teodor Ropp 1814-1817
- Michał Józef Römer 1817-1823
- Eustachy Karp 1823-1827
- Kazimierz Walentynowicz 1827-1834
- Józef Górski 1830-1840
- Jan Żaba-Marcinkiewicz 1834-1846
- Edward Mostowski 1840-1843
- Tomasz Minejko 1843-1846
- Franciszek Pusłowski 1846-1855
- Aleksander Domeyko 1855-1878

Marszałkowie gubernialni kowieńscy:
- Józef Staniewicz 1842-1846
- Benedykt Tyszkiewicz 1846-1849
- Klety Burba 1849-1852
- Marian Hutten-Czapski 1852-1855
- Adolf Hutten-Czapski 1855-1857
- Józef Dowgird 1857-1861
- Felicjan Stefan Karp 1861-1875[2]

Marszałkowie powiatowi wileńscy:
- Gaspar Czyż 1795-1805
- Antoni Lachnicki 1805-1809
- Jan Giedroyć 1809-1813
- Stefan Giedroyć 1814-1817
- Mikołaj Abramowicz 1817-1819
- Ignacy Baliński 1820-1826
- Stanisław Jasiński 1826-1830
- Stanisław Szumski 1830-1834
- Gaspar Hornowski 1834-1840
- Tomasz Minejko 1840-1843
- Gaspar Hornowski IV 1834-VI 1834
- Jan Ciechanowiecki 1843-1846
- Aleksander Leński 1846-1849
- Rudolf Pisanko 1849-1859
- Jan Tyszkiewicz 1859-1861
- Adam Żagiel 1861-1862

Marszałkowie powiatowi lidzcy:
- Romuald Kostrowicki 1823-1846
- Wawrzyniec Puttkamer 1847-1849
- Józef Moraczewski 1849-1855
- Stefan Butkiewicz 1855-1863

Marszałkowie powiatowi oszmiańscy:
- Adam Przeciszewski 1801-1809
- Jakub Umiastowski 1809-1810
- Ignacy Żaba 1810-1813
- Kazimierz Czechowicz 1814-1817
- Marcin Warzyński 1817-1822
- Ambrozy Jankowski 1826-1830
- Józef Tyszkiewicz 1830-1833
- Władysław Pusłowski II-X 1834
- Józef Sulistrowski 1834-1848
- Kazimierz Umiastowski 1849-1852
- Jan Lubański 1852-1859
- Emil Umiastowski 1859-1861
- Antoni Brochocki 1861-1863

Marszałkowie obwodowi białostoccy:
- Michał Hieronim Starzeński 1807-1811
- Wiktor Grądzki 1811-1814
- Joachim Wołłowicz 1814-1817
- Dominik Ciecierski 1817-1829
- Andrzej Szczuka 1829-1834
- Konstanty Ostromęcki 1834-1837
- Marceli Michałowski 1837-1841
- Wojciech Ołdakowski 1841-1843

Marszałkowie gubernialni grodzieńscy:
- Stanisław Ursyn Niemcewicz 1801-1807
- Paweł Boreysza 1807-1809
- Ludwik Pancerzyński 1809-1812
- Franciszek Ksawery Drucki Lubecki 1812-1817
- Kalikst Mierzejewski 1817-1819
- Kazimierz Grabowski 1819-1825
- Konstanty Światopełk-Czetwertyński 1825-1828
- Franciszek Ksawery Drucki Lubecki 1828-1834
- vacat 1834-1837
- Karol Załęski 1837-1838
- Franciszek Pusłowski 1838-1846 (p.o.)
- Roman Lachnicki 1846-1847 (p.o.)
- Stefan Niezabytowski 1847-1853
- Kalikst Orzeszko 1853-1861
- Wiktor Wacław Starzeński 1861-1863
- Julian Krzywicki 1863-1867

Marszałkowie gubernialni mińscy:
- Franciszek Ksawery Chomiński 1795-1797
- Michał Bernowicz 1797-1801 (p.o.)
- Józef Wańkowicz 1801-1802
- Stanisław Wańkowicz 1802-1805
- Józef Wołodkowicz 1805-1811
- Ludwik Rokicki 1811-1814
- Michał Zenowicz 1814-1823
- Leon Osztorp 1823-1847
- Otton Horwatt 1847-1853
- Ludwik Słotwiński 1853-1859
- Aleksander Łappo 1859-1863
- Eustachy Proszyński 1863-1877

Marszałkowie gubernialni wołyńscy:
- Józef August Iliński 1796-1799
- Kajetan Adam Miączyński 1799-1801
- Joachim Wilga 1801-1802
- Stanisław Grzegorz Worcell 1802-1808
- Alojzy Gostyński 1808-1811
- Wacław Hański 1811-1814
- Bartłomiej Giżycki 1814-1815
- Jan Myszka-Chołoniewski 1815-1816
- Bartłomiej Giżycki 1816
- Henryk Iliński 1816-1817
- Eustachy Erazm Sanguszko 1817-1820
- Wincenty Ledóchowski 1820-1823
- Piotr Moszyński 1823-1826
- Michał Czacki 1826-1829
- Gracjan Lenkiewicz-Ipohorski 1829-1838
- Janusz Iliński 1838-1841
- Konstanty Stanisław Lubomirski VIII-IX 1841
- Jakub Omieciński 1841-1844
- Teodor Bóbr-Piotrowicki 1844-1850
- Romuald Ledóchowski 1850-1852
- Włodzimierz Świeykowski 1852-1856
- Karol Mikulicz-Radecki 1856-1863
- Aleksander (Władysław) Załęski 1863-1866